# تک‌چهره‌های مومیایی فایوم

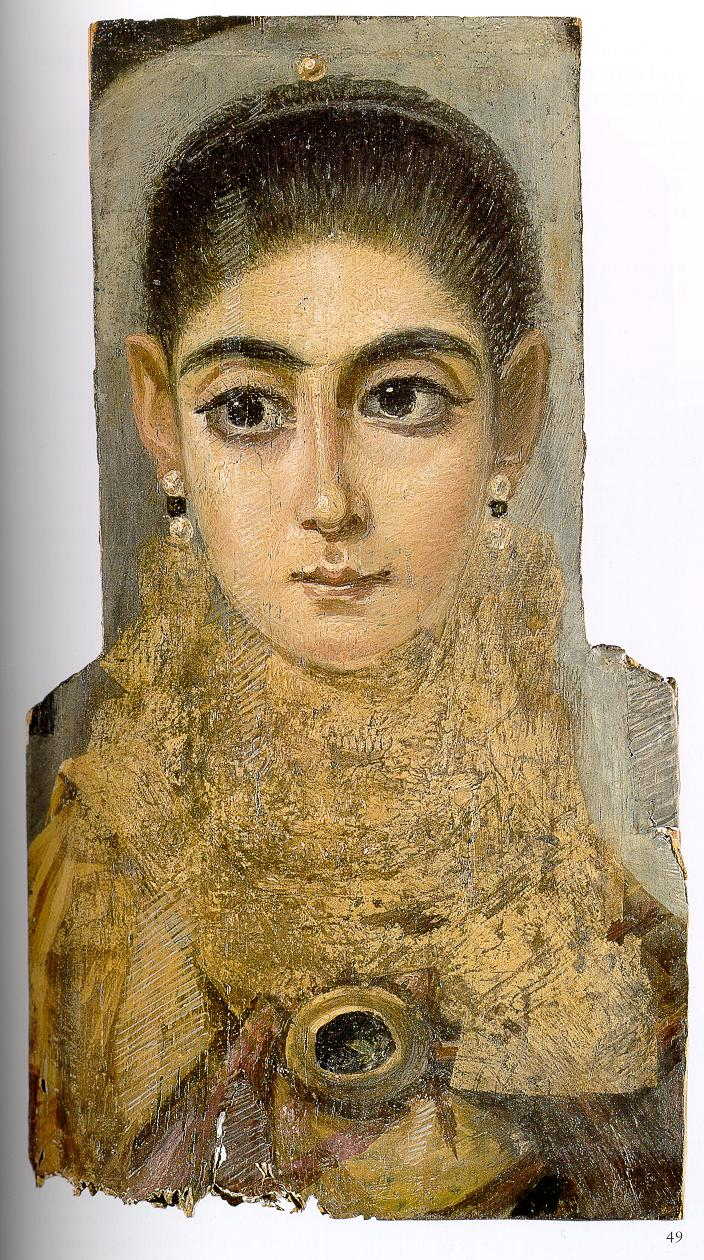
تک‌چهره مومیایی یک زن جوان از قرن سوم میلادی. موزه لوور، پاریس

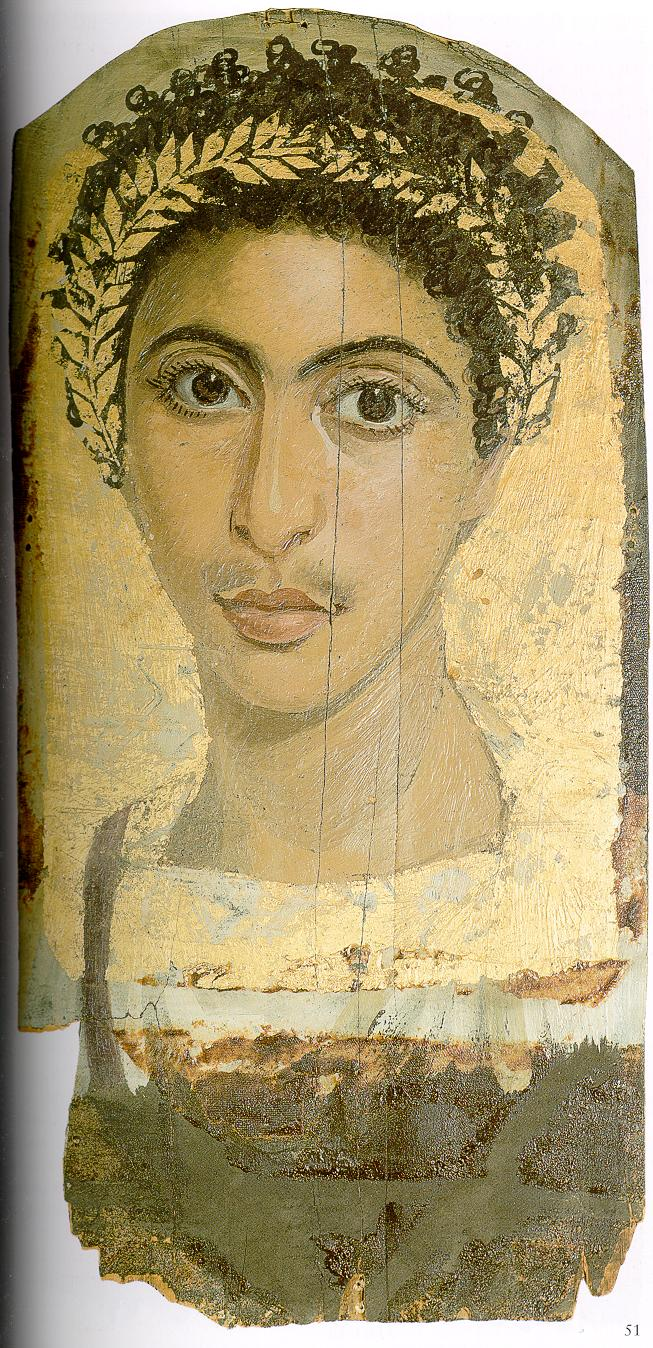
نمونه تکی پورتره‌های مومیایی گایت از آنتیپولیس که اطلاعات زمینه باستان‌شناسی آن موجود است. این پورتره شدیداً طلاکاری‌شده در زمستان ۱۹۰۵ یافت شد و در ۱۹۰۷ به موزه مصرشناسی برلین فروخته شد.

تک‌چهره‌های مومیایی فایوم یا تک‌چهره‌های مومیایی الفیوم (واحة الفیوم) (انگلیسی: Fayum mummy portraits یا Faiyum mummy portraits و Fayum portrait) (همچنین تک‌چهره‌های مومیایی یا پورتره مومیایی) اصطلاحی جدید و مدرن است که به نوعی از نقاشی واقع‌گرا تک‌چهره کشیده شده روی صفحه‌های چوب وابسته به مومیایی‌های مصر باستان از دوران قبطی استفاده می‌شود. آنها به سنت نقاشی تخته تعلق دارند، یکی از قابل ملاحظه‌ترین اشکال هنر اروپای دوران قدیم. در واقع، پورتره‌های فایوم تنها بدنه بزرگ هنر از آن سنت است که سالم باقی مانده‌اند.
پورتره‌های مومیایی در سراسر مصر یافت شده‌اند اما رایج‌ترین در واحه فیوم به ویژه هواره المقطع و شهر آنتیپولیس هادریانوس روم باستان بوده‌اند. اصطلاح «تک‌چهره‌های فایوم»، بیشتر از آنکه از نظر جغرافیایی مدنظر باشند عموماً از نظر ادبی مورد توجه هستند. بر خلاف موارد مومیایی کارتونیج نقاشی شده دوران فرعونی چهره‌های مومیایی یک نوآوری بودند که به دوران قبطی در زمان اشغال مصر توسط رومی‌ها برمی‌گردند.